# 阿里丘瓦山 (卡魯馬斯區)
16°38′06″S 70°12′51″W / 16.63500°S 70.21417°W
阿里丘瓦山（Arichuwa），是秘魯的山峰，位於該國南部莫克瓜大區，由涅托元帥省的卡魯馬斯區負責管轄，屬於安地斯山脈的一部分，海拔高度5,000米。